# برج ساعة
برج الساعة هو برج بني خصيصًا لحمل ساعة أو أكثر (غالبًا أربع ساعات)، ويكون الهدف منه حمل تلك الساعة أو يكون جزء من مبنى آخر كمكان عبادة أو مبنى إداري مثلاً. في الغالب، ما يطلق البرج أصواتًا تدل على الساعة (وأحيانًا أجزاء منها) بواسطة أجراس كبيرة أو نغمات محددة وأكبر ساعة موجوده بالعالم بمكة المكرمة من حيث الطول والحجم والتقنية فطولها يبلغ أكثر من 600 متر ومحيط الساعة وعقاربها هي أكبر ماتم بنائه حتى الآن وتستمد الطاقة الشمسية في عملية تشغيلها وتتغير الوانها كل دقيقة

## أمثلة

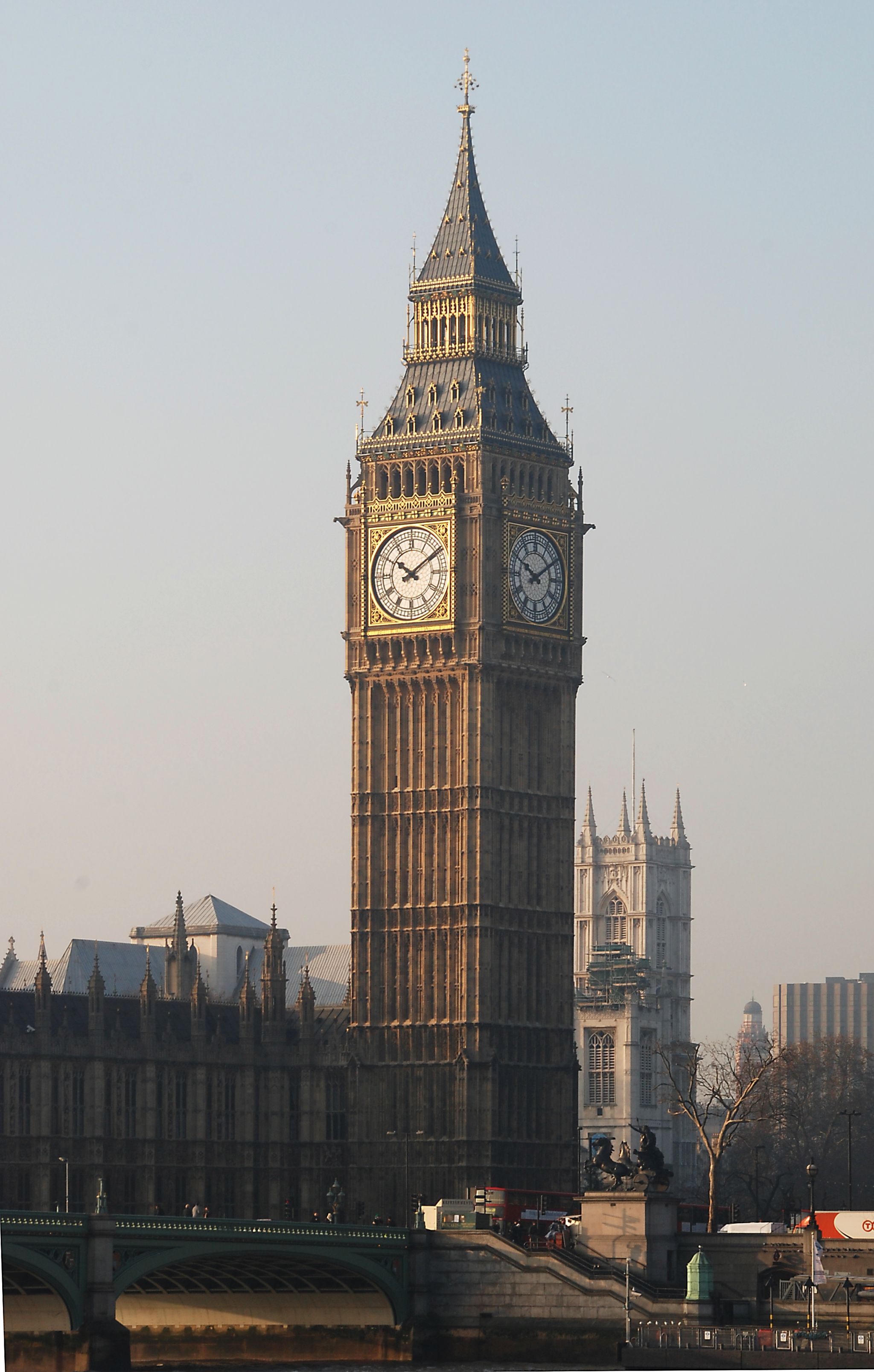
برج ساعة قصر وستمنستر في لندن.
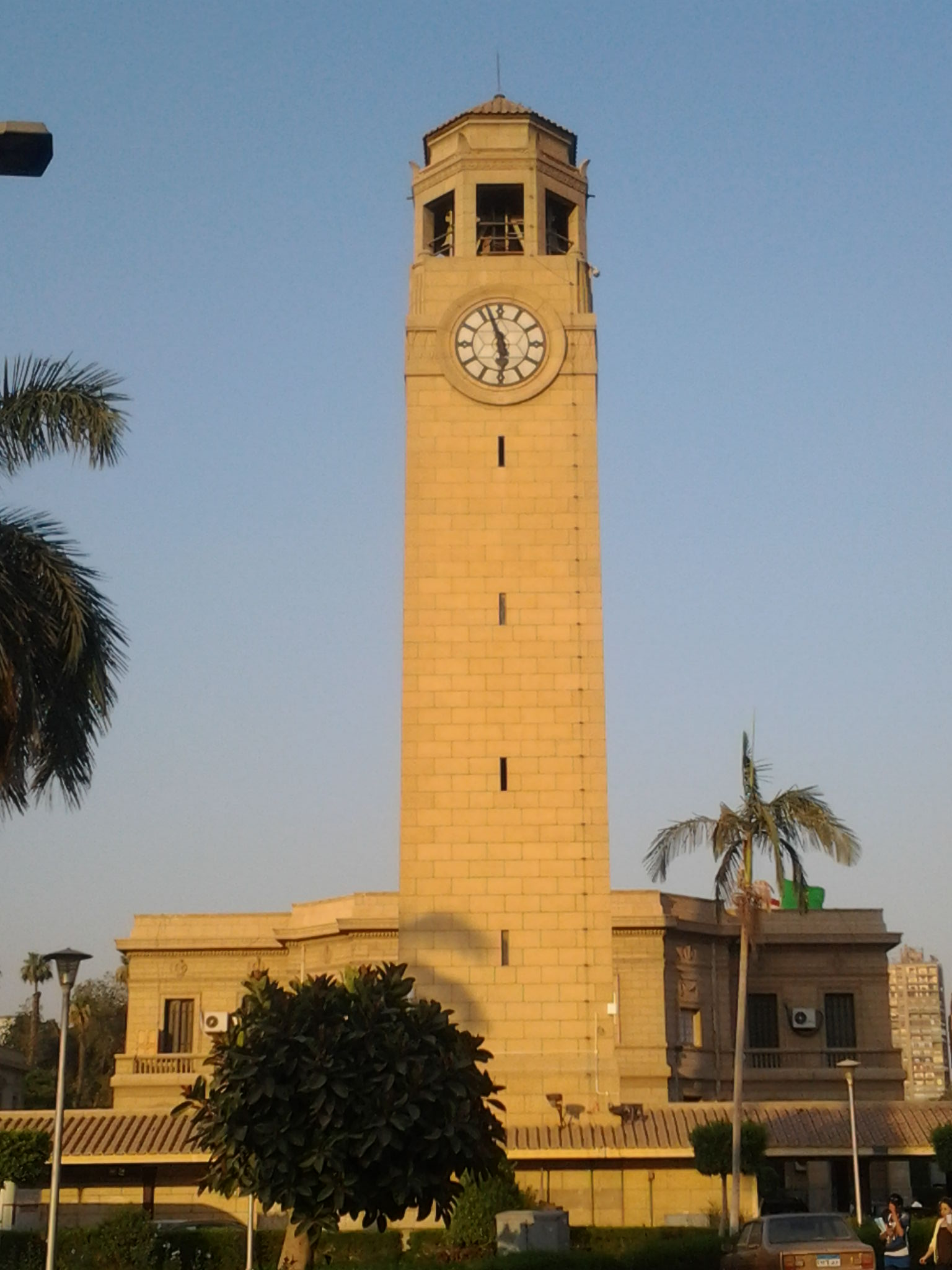
برج الساعة (جامعة القاهرة).
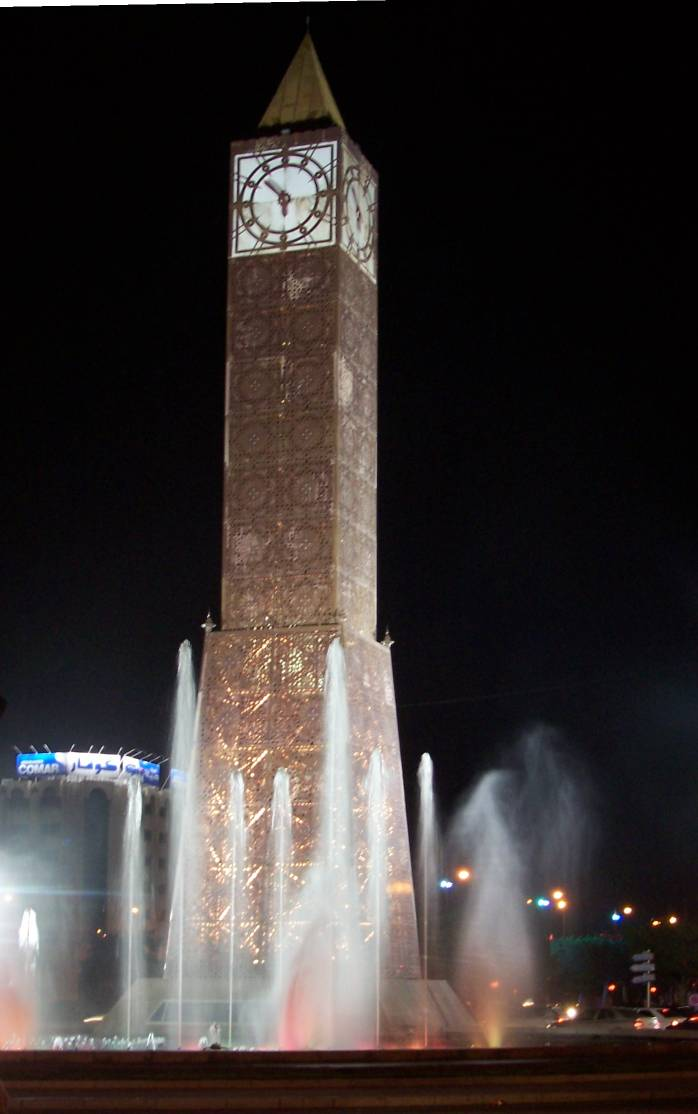
برج الساعة في شارع الحبيب بورقيبة في تونس العاصمة.
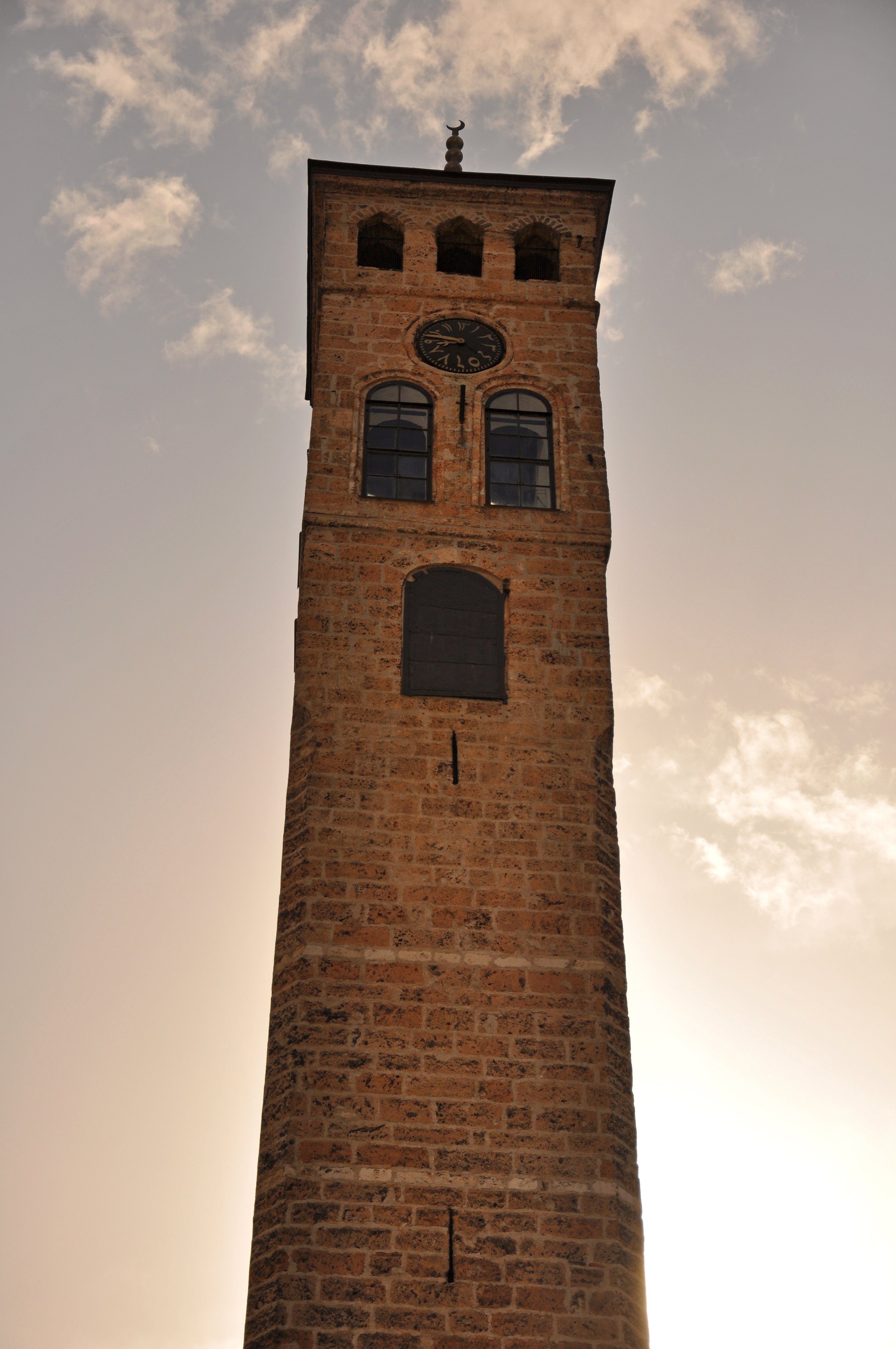
برج الساعة في ساراييفو بالبوسنة والهرسك يُطلق منه مدفع رمضان عند دخول موعد المغرب ليُعلن انتهاء الصيام
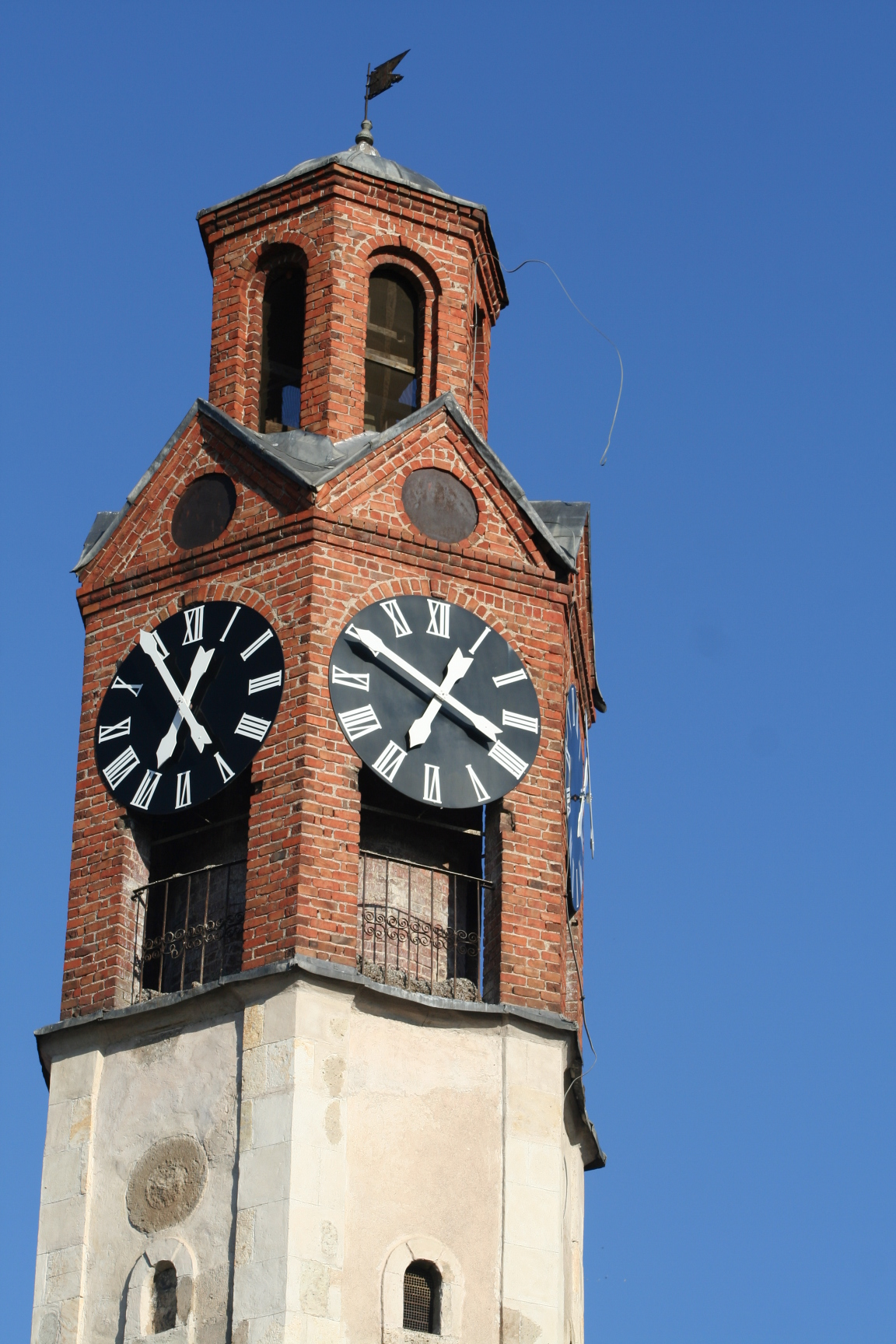
برج الساعة في بريشتينا بكوسوفا أنشأه يشار باشا في القرن التاسع عشر في حقبة الدولة العثمانية.
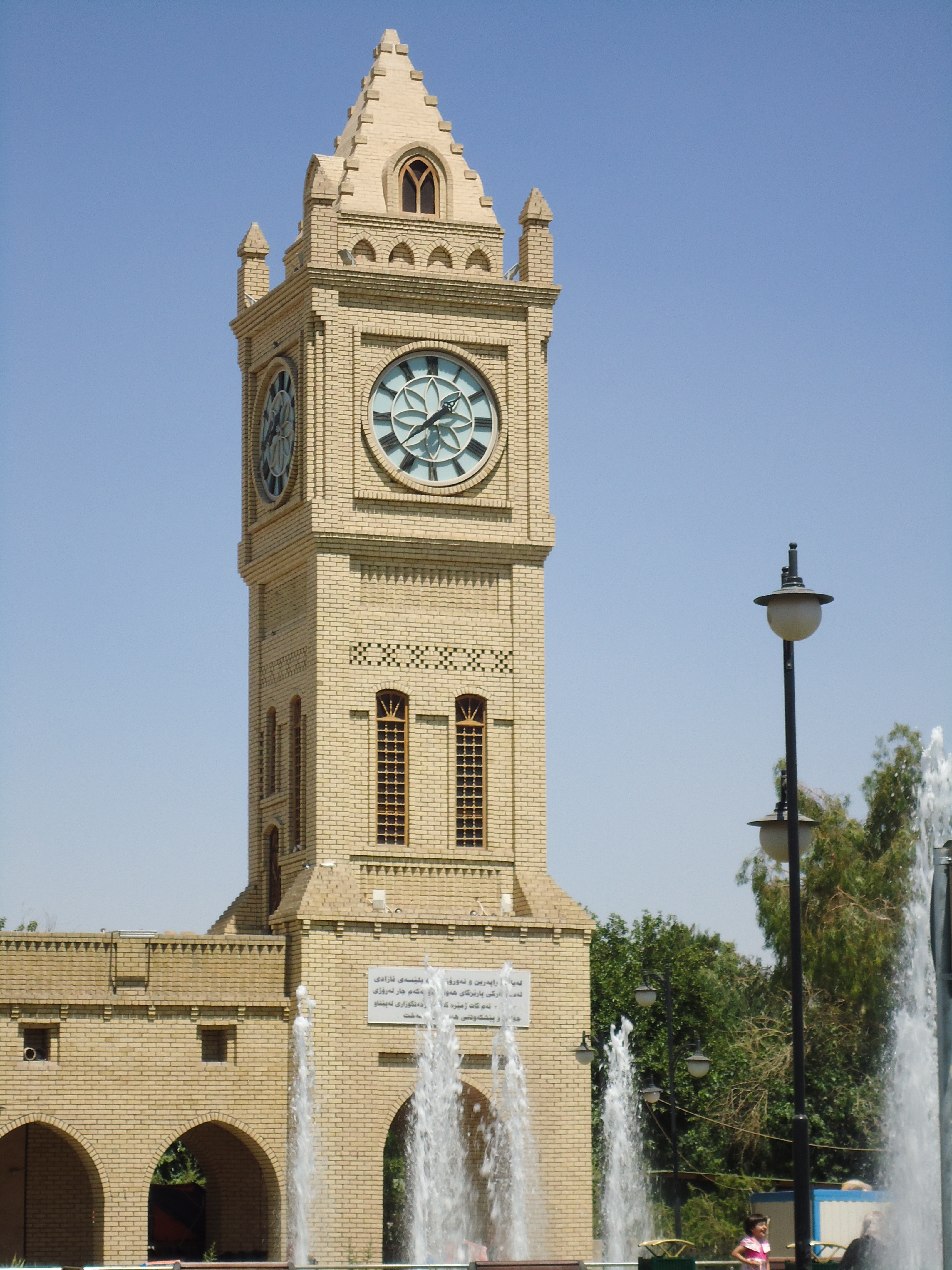
برج الساعة في أربيل، كردستان العراق.

### خارج الوطن العربي
- بيغ بن وليتل بن (لندن)
- ساعة كاتدرائية ويلس
- كاتدرائية سايغون نوتردام
- قصر الثقافة والعلوم في وارسو
- برج ميت لايف (نيو يورك)

### داخل الوطن العربي
- ساعة مئذنة الجامع الكبير بتستور و هي أقدم و أوّل ساعة ميكانيكيّة معلّقة أعلى مئذنة في العام الإسلامي4[4]، ثبّتها الأندلسيّون المؤسسّون للمدينة و جعلوا ميناها من الحجر الرّخامي و ثبّتوا فيه أرقاما زخفيّة تتّجه من اليمين إلى اليسار و نحو المحورو لهذا فعقاربها تدور على خلاف ما عهدناه و تعودّنا عليه في زمننا اليوم[5]

- ساعة مكة تعلو أبراج البيت وهي أطول وأكبر ساعة في العالم
- برج الساعة (جامعة القاهرة) الجيزة
- برج الساعة (شركة مصر للغزل والنسيج) المحلة
- برج الساعة (مسجد محمد علي) القاهرة
- برج ساعة باب الفرج حلب
- برج الساعة في طرابلس ليبيا
- برج ساعة يافا
- برج الساعة في حمص
- برج الساعة في شارع الحبيب بورقيبة تونس
- بيغ بن عدن
- ساعة جامعة الأزهر بغزة - غزة

## وصلات خارجية
- قاعدة بيانات أبراج الساعة نسخة محفوظة 21 أغسطس 2010 على موقع واي باك مشين.